# Kullaberg
Kullaberg este o arie protejată (arie specială de conservare — SAC, sit de importanță comunitară — SCI, arie de protecție specială avifaunistică — SPA) din Suedia întinsă pe o suprafață de 1.358 ha, integral pe uscat.

## Localizare
Centrul sitului Kullaberg este situat la coordonatele 56°17′20″N 12°30′24″E / 56.2889°N 12.5066°E.

## Înființare
Situl Kullaberg a fost declarat arie de protecție specială avifaunistică în decembrie 1996 pentru a proteja 12 specii de animale. Alte tipuri de protecție:
- sit de importanță comunitară (în ianuarie 1997)
- arie specială de conservare (în martie 2011)[1][3][4]

## Biodiversitate
Situată în ecoregiunile continentală și marină Atlantică, aria protejată conține 20 de habitate naturale: Pajiști cu Molinia pe soluri calcaroase, turboase sau argilos-nămoloase (Molinion caeruleae), Pajiști uscate seminaturale și facies de acoperire cu tufișuri pe substraturi calcaroase (Festuco-Brometalia) (* situri importante pentru orhidee), Formațiuni de Juniperus communis pe lande sau pajiști calcaroase, Păduri pe pante, grohotișuri și ravene de Tilio-Acerion, Pajiști fino-scandinave uscate până la mezice, bogate în specii de altitudine mică, Faleze cu vegetație de pe coastele atlantice și baltice, Recifuri, Pajiști uscate europene, Păduri acidofile de stejar bătrân cu Quercus robur pe câmpii nisipoase, Vegetație perenă pe țărmurile stâncoase, Peșteri marine scufundate complet sau parțial, Păduri de fag Asperulo-Fagetum, Păduri de fag Luzulo-Fagetum, Păduri de stejar sau de stejar și carpen sub-atlantice și medio-europene de Carpinion betuli, Liziere de ierburi înalte hidrofile de câmpie și de nivel montan până la alpin, Pășuni atlantice udate de apa mării (Glauco-Puccinellietalia maritimae), Mlaștini alcaline, Păduri aluvionare cu Alnus glutinosa și Fraxinus excelsior (Alno-Padion, Alnion incanae, Salicion albae), Păduri caducifoliate de mlaștină fino-scandinave, Mlaștini turboase de tranziție și turbării mișcătoare.
La baza desemnării sitului se află mai multe specii protejate:
- păsări (8): caprimulg (Caprimulgus europaeus), lebădă de iarnă (Cygnus cygnus), ciocănitoare neagră (Dryocopus martius), muscar (Ficedula parva), cufundar polar (Gavia arctica), cufundar mic (Gavia stellata), sfrâncioc roșiatic (Lanius collurio), ciocârlie de pădure (Lullula arborea)
- amfibieni (1): triton cu creastă (Triturus cristatus)
- mamifere (1): marsuin (Phocoena phocoena)
- nevertebrate (2): Vertigo angustior, Vertigo geyeri